# Echinodontiaceae
Echinodontiaceae — родина грибів порядку Сироїжкові. Поширена в усіх поясах, але найбільше в північних зонах помірного поясу. Представники - сапротрофи або паразити на деревині. Іноді викликають білу гниль деревини.
За інформацією 10-го видання Словника грибів (Dictionary of the Fungi), родина містить 2 роди і 7 описаних видів. Деякі джерела вважають, що родина є синонімом родини Bondarzewiaceae.

## Зовнішні посилання
- Таксономія на сайті www.mycobank.org [Архівовано 13 липня 2013 у WebCite]